# Wolf Trap National Park for the Performing Arts
Le Wolf Trap National Park for the Performing Arts, connu localement sous le nom de Wolf Trap, est un centre artistique occupant 0.53 km² de terrain de parc national à Vienna, Virginie, non loin de Washington, DC.  Il est à cet égard en partenariat et en collaboration avec l'agence fédérale du National Park Service et la Wolf Trap Foundation, organisation à but non lucratif, cette dernière gérant notamment plusieurs éléments distincts au sein de ce parc: le Filene Center, The Barns at Wolf Trap, la Wolf Trap Opera Company, le Meadow Pavilion, le Theatre in the Woods et divers services de formation, dont le Wolf Trap Institute for Early Learning Through the Arts.